# Heston Blumenthal
Heston Marc Blumenthal, nositel Řádu britského impéria (* 27. května 1966, Londýn, vyrostl v hrabství Buckinghamshire) je anglický kuchař a majitel The Fat Duck, třemi Michelinskými hvězdami oceněné restaurace v městečku Bray v hrabství Berkshire. Ve světovém žebříčku nejlepších restaurací se tato restaurace pravidelně umisťuje na předních příčkách – v letech 2006–2009 se umístila druhá, v roce 2010 třetí a v roce 2011 pátá.
Blumenthal je předním světovým představitelem molekulární gastronomie a zastáncem techniky sous-vide. Mezi jeho nejznámější pokrmy patří například šnečí ovesná kaše. Kromě vlastního vaření je autorem čtyř knih a několika televizních sérií pro BBC a britský Channel 4.

## Televizní pořady
- Kitchen Chemistry with Heston Blumenthal, 2005
- In Search of Perfection, 2007
- Further Adventures In Search of Perfection, 2007
- Big Chef takes on Little Chef, 2009
- Heston's Feasts, 2009–10
- Heston's Mission Impossible, 2011